# Aleksander Mavrocordat II
Aleksander Mavrocordat II, zwany Firaris (Uciekinier) (rum. Alexandru II Mavrocordat; ur. 1754, zm. 1819),  – hospodar Mołdawii, w latach 1785–1786, z rodu Mavrocordat.
Był synem hospodara Jana Mavrocordata. Wprowadzony na tron mołdawski przez Wysoką Portę, został z niego szybko usunięty w związku z podejrzeniem o sprzyjanie Rosji i wspólne knowania przeciwko Imperium osmańskiemu.